# Léon Carasumo
Léon Carasumo (レオ烏丸) ou Léo Karasumaru (mort exécuté le 5 février 1597 sur les hauteurs de Nagasaki) est un laïc catholique coréen-japonais, catéchète, membre du Tiers-Ordre franciscain, victime de la persécution anti-catholique au Japon.

## Sa vie et son martyre
Prêtre païen avant sa conversion au christianisme, il fut baptisé par les jésuites au Japon en 1589. Il devint le premier tertiaire franciscain coréen et aida grandement les missionnaires franciscains dans leur mission (construction d'église ou d'hôpitaux). Il fut crucifié son frère Paul Ibaraki et leur neveu de 12 ans Louis Ibaraki ainsi qu'avec 23 autres martyrs dont Paul Miki et Pierre Baptiste Blásquez.

## Vénération
Léon Carasumo appartient au groupe des 26 premiers martyrs japonais de l'histoire. Il fut canonisé avec 25 autres martyrs le 8 juin 1862 par Pie IX. Le jour de sa mémoire est fixé au 6 février.